# Димитър Анастасов
Димитър Анастасов е даровит възрожденски зограф от Македония, работил във втората половина на XIX век.

## Биография
Роден е в битолското влашко село Магарево в семейството на Анастас Зограф.
Дело на Димитър Зограф са голяма част от иконостасните икони в църквата „Успение Богородично“ в Царево село. Иконата на Успение Богородично е датирана 1858 г. Гръцкият надпис глас: „Δία χειρος Δημητιριου Ζωγραφου εν Μεγαροβο τω Βιτωλιων 1858 Ζεμώτκω 20.“ Димитър е умел майстор и макар формите да са пресилено стилизирани, те са предадени с високо художествено чувство. В 1869 година заедно с брат си Константин изписва църквата „Възнесение Господне“ в Тополчани.
В 1879 година изписва иконите на певницата и част от иконите на иконостаса в църквата „Успение Богородично“. Заедно с брат си Константин изписва по-голямата част от престолните икони, както и иконостасният кръст във Велушинския манастир „Свети Георги“. Тяхно дело са и медальоните с изображение на Благовещение върху царските двери, които са и резбовани.
Чертежът на Анастасов вещо оформя формите, колоритът му е жив, но еднообразен. Обича флоралните мотиви, с които украсява дрехите на светците и рамките около них. Подписите му са три типа: понякога „Димитриа А. Зуграф от Магарево“, понякога с инициали „Д. А. З.“, понякога на гръцки „Δια χειρος Δ. Α. Ζ.“